# Stand Up!! (テレビドラマ)
『Stand Up!!』（スタンド アップ）は、2003年7月4日から9月12日までTBS系列の「金曜ドラマ」枠（毎週金曜日 22:00 - 22:54、JST）で、放送された日本のテレビドラマ。主演は二宮和也。
東京都の戸越（主に戸越公園商店街）を舞台に、童貞卒業を目標とする高校生たちの青春を描いたコメディ。
キャッチコピーは「セックスしたい!オトナになりたい!」。

## あらすじ
正平と親友の健吾、隼人、功司の4人は童貞を卒業することを心から願っている戸越高校2年生。ある日、正平は図書室で女性の下着を発見し、後に同級生の田中が彼女と性行為をしていたことが判明。そのことから4人は戸越高校最後の童貞4人であることが発覚する。そして、11年前に引越していった幼馴染で、当時4人のマドンナであった千絵が誰にも言えないある大きな悩みを抱えて突然現れる。

## キャスト

### 純潔保存会
浅井 正平〈17〉
演 - 二宮和也
通称正（ショー）ちゃん。胃腸が弱く、よくお腹を壊す。望月いすず先生に密かに想いを寄せており、よく妄想に走る。お人好しで金髪が合わない。その性格から強烈な個性を持つ他の3人の仲裁役・まとめ役に回ることが多い。また、彼の部屋にガンダムのフィギュアがある（本作品放送当時に同時期に放送されていた機動戦士ガンダムSEEDも含む）。会員番号01。
岩崎 健吾〈17〉
演 - 山下智久
通称ケンケン。正平の親友。幼いころからモテており、成績優秀。読書家でいろいろなことを知っている。なぜか正平にライバル視されている。4人の中で唯一彼女（藤沢園子）持ちだが、後に別れる。鉄道マニア。一人称は「拙者」。会員番号03。
大和田 千絵〈17〉
演 - 鈴木杏
通称チエ。4人とは幼馴染で、共通の初恋相手。家の事情で引越しして行ったが、11年ぶりに変わり果てた姿で4人に会いにやってくる。
実は千絵は悲しい秘密を抱えていた。会員番号05。
宇田川 隼人〈17〉
演 - 成宮寛貴
通称ウダやん。正平の親友。軽音部所属でリードボーカルを担当しているが音痴。はたけ（シャ乱Q）に憧れている。自他共に認める戸越のエロ王子。会員番号02。
江波 功司〈17〉
演 - 小栗旬
通称コーくん。正平の親友。サッカー部の硬派で熱いキャプテン。女子の前に出ると変に格好つけるナルシストになってしまう。漢字が苦手で読み間違える。目を開けて寝る癖がある。一人称は「オラ」。会員番号04。

### 商店街の人々
浅井 京平〈49〉
演 - 段田安則
正平の父親で、浅井薬局を経営している。町内会の副会長で、密かに会長の座を狙っている。会長とはいつも些細な権力争いを繰り返している。緊張すると声が裏返る。町内会での不純異性交遊を根絶するため、青生風取委（青少年生活風紀取締委員会）を立ち上げる。
浅井 とも子〈48〉
演 - 片平なぎさ
正平の母親。誰に対しても優しく接するがお酒を飲むと豹変する。ある理由から京平の夜の誘いを断り続けている。
浅井 ゆり子〈28〉
演 - 西田尚美
正平の姉。看護師。通販にはまっている。職場では、ブラックジャックによろしくに似た光景が見られている。
岩崎 君子
演 - 杉田かおる
健吾の母親で、シングルマザー。ラブホテル「七夕」を経営している。ホテル名は「たなばた」であるが、商店街の人々からは「しちゆう」とよく読み間違えられる。子どもたちには最も理解があるが言動がストレートであるため、周囲を困惑させることもある。町内会会長選挙に出馬した。
宇田川 信人〈47〉
演 - 酒井敏也
隼人の父親。八百屋を経営している。隼人と動作やクセがそっくり。文章を書くことが苦手。
宇田川 佐知子
演 - 清水めぐみ
隼人の母親。
江波 昌司〈51〉
演 - 清水章吾
功司の父親で、せんべい店を経営。町内会の会長を務めており、子どもたちの風紀取締りにも力を入れている。京平に会長の座を奪われることを恐れている。
江波 秀子
演 - 吉沢京子
功司の母親。町内新聞の記者。
富永 志保〈22〉
演 - 松本莉緒
和菓子屋の娘。オヤジキラー。三つ子。
橘 ひろみ
演 - 劇団ひとり
喫茶店「シャルマン根」のオカママスター。「男らしい」が口癖。フレンチトーストを「フリーダムトースト」と言いたがる。
中村
演 - 丸岡奨詞
町内会会員。シャルマン根の常連。

### 高校の教師
木村 光彦〈35〉
演 - 的場浩司
体育教師で、正平のクラス担任。望月いすずに好意を抱いているが相手にされない。よく薬局店やコンドームの自販機に足を運ぶ。正平いわく、「礼」の英語がわからないとのこと。
佐々木 留美子〈31〉
演 - 加藤貴子
保健室の先生。木村光彦に恋心を寄せている。
望月 いすず〈24〉
演 - 釈由美子
英語の先生。正平が意中していたが、男遊びが激しい。とあることがきっかけで本気で教師を務めるようになる。企業のロゴや「日立 世界・ふしぎ発見!」など、色つきTシャツがお気に入り。

### 戸越高校の生徒
田中 守〈17〉
演 - 菊田高之
図書室で性行為をした張本人。その後もなぜかモテるため、彼女がコロコロ代わっているだけではなく服装や髪型も変わっていく。正平たちと話すときには語尾に「童貞」がつく。一般人には理解不能な言動が多い。
加賀 エレン〈17〉
演 - ベッキー
父親がアメリカ人のハーフ。アメリカに遠距離恋愛中の彼氏がいるが、健吾を狙っている。
藤沢 園子〈17〉
演 - 上野なつひ（第1 - 4話、6話）
健吾の彼女。獨協大学志望の優等生。
倉田 美智子〈17〉
演 - 邑野未亜
エレンの友達。江波功司に思いを寄せている。興奮すると訛りが出る。
斉藤 輝美〈17〉
演 - 水野はるか
喫茶店でバイトをしている。正平たちとは幼なじみ。以前は宇田川隼人と付き合っていた。
桜井 真紀子〈17〉
演 - AKINA（Folder5）
通称はマキ。コギャル軍団のリーダー的存在。ことあるごとにDB4（童貞ボーイズ4）、特に宇田川隼人にちょっかいを出してくる。
上原 美緒
演 - 芦名星
通称ミオ。コギャル軍団の一人。
浜野 恭子〈17〉
演 - 香子（ちぇきな）
通称キョウコ。コギャル軍団の一人。
木田 亜紀子〈17〉
演 - 真琴（ちぇきな）
通称アッコ。コギャル軍団の一人。

### その他
久米 直也〈17〉
演 - 塚本高史
通称久米くん。私立高校の生徒会長で、サッカー部のエースストライカー。100人斬りと噂される恋愛セレブ。
山川 薫
演 - 山本梓（第2・3話）
園子の友人。
今村 沙織
演 - 石川佳奈（第2・3話）
園子の友人。
風俗店店長・郵便配達員・神主・警察官
演 - 佐藤二朗（第5・6・10・最終話）
美由紀
演 - 水川あさみ（第6 - 9話）
久米が所属するサッカー部のマネージャー。功司と付き合う。
木下 早苗
演 - 岩崎杏里（第5・6・8 - 最終話）
千絵の同級生。家出をした千絵を探しに来る。
シン
演 - DAIGO☆STARDUST（第8話）
マキの元彼氏。品川ロックの優勝候補と言われるバンドのボーカル。根っからの遊び人で、女出入りの噂がいつも絶えない。
水沢
演 - 郭智博（第10・最終話）
千絵の同級生。千絵が夏休みに戸越に来る原因を作った張本人。

## スタッフ
- 企画 - 植田博樹
- 脚本 - 金子ありさ
- 演出 - 堤幸彦、加藤新、平川雄一朗
- プロデューサー - 石丸彰彦
- 音楽 - 長谷部徹、Audio Highs
- 主題歌 - 嵐「言葉より大切なもの」（J Storm）
- 挿入歌 - t.A.T.u.「show me love」[2]
- 制作 - TBSエンタテインメント
- 製作 - TBS

## 放送日程
| 各話                                                       | 放送日  | サブタイトル       | 演出       | 視聴率 |
| ---------------------------------------------------------- | ------- | ------------------ | ---------- | ------ |
| 第1話                                                      | 7月04日 | 17歳の性事情       | 堤幸彦     | 14.0%  |
| 第2話                                                      | 7月11日 | ㊙泊まり計画!      | 堤幸彦     | 12.3%  |
| 第3話                                                      | 7月18日 | 親達のいない夜!    | 加藤新     | 11.6%  |
| 第4話                                                      | 7月25日 | 緊張の初体験!      | 加藤新     | 07.5%  |
| 第5話                                                      | 8月01日 | ついに卒業第一号   | 堤幸彦     | 09.7%  |
| 第6話                                                      | 8月08日 | 火傷しそうな恋!    | 堤幸彦     | 10.4%  |
| 第7話                                                      | 8月15日 | 純潔 VS 恋愛セレブ | 平川雄一朗 | 07.9%  |
| 第8話                                                      | 8月22日 | 高校生の妊娠問題   | 加藤新     | 08.4%  |
| 第9話                                                      | 8月29日 | 親友に奪われた恋   | 平川雄一朗 | 08.9%  |
| 第10話                                                     | 9月05日 | 傷だらけの初体験   | 堤幸彦     | 11.3%  |
| 最終話                                                     | 9月12日 | 童貞の夜明け!      | 堤幸彦     | 09.9%  |
| 平均視聴率 10.3%（視聴率は関東地区・ビデオリサーチ社調べ） |         |                    |            |        |

- 初回は22時 - 23時9分の15分拡大[2]。
- 第2話はプロ野球 阪神×巨人戦中継に伴い、22時20分 - 23時14分に放送された[2]。
- 第3・5話はプロ野球 横浜×巨人戦 / 広島×巨人戦中継に伴い、22時30分 - 23時24分に放送された[2]。